# S.E.S.2
《S.E.S.2》는 1998년 12월 23일에 발매된 대한민국의 3인조 걸 그룹 S.E.S.의 대한민국 정규 2집 음반이다.

## 설명
- 1집 앨범 판매량의 영향으로 2집 앨범 선주문은 52만장을 기록했다.[1]
- 원래 11월 1일에 컴백이 예정되어 있었지만[2]〈Dreams Come True〉과 〈Etenal Love〉등 4곡을 재녹음하게 되면서 발매가 미루어졌다.[3]
- 4번 트랙 〈너를 사랑해〉는 원래 1집에 수록될 예정이었으나 2집 타이틀로 했으면 좋겠다는 이수만의 의견에 따라 2집에 수록되었다.
- 신나라 판매 차트에서 9주 연속 1위를 기록했다.
- 이음반덕에 S.E.S.는 요정이라는 이미지를 얻었다.

## 수록곡
| #             | 제목                 | 작사          | 작곡                    | 편곡            | 재생 시간 |
| ------------- | -------------------- | ------------- | ----------------------- | --------------- | --------- |
| 1.            | 〈Shy Boy〉          | 유영진        | 유영진                  | 유영진          | 3:41      |
| 2.            | 〈Dreams Come True〉 | 바다          | Risto Asikainen, 유영진 | Risto Asikainen | 4:05      |
| 3.            | 〈Snow, X-mas〉      | 김성훈        | 박성수                  | 박성수          | 3:57      |
| 4.            | 〈너를 사랑해〉      | 최수정        | 최수정                  | 이정현          | 3:36      |
| 5.            | 〈느낌〉             | 바다          | Risto Asikainen         | Risto Asikainen | 3:47      |
| 6.            | 〈비가〉 (悲歌)      | 바다          | 신인수                  | 김승현          | 4:10      |
| 7.            | 〈애인 찾기〉        | 김혜선        | 신인수                  | 이종필          | 4:20      |
| 8.            | 〈너에게〉           | 박성수        | 박성수                  | 박성수          | 4:19      |
| 9.            | 〈Kiss〉             | 김동현        | 박성수                  | 박성수          | 4:17      |
| 10.           | 〈Eternal Love〉     | 바다          | Risto Asikainen         | Risto Asikainen | 3:31      |
| 총 재생 시간: | 총 재생 시간:        | 총 재생 시간: | 총 재생 시간:           | 총 재생 시간:   | 38:23     |

## 가요 프로그램 순위
타이틀곡 Dreams Come True
KBS 《뮤직뱅크》
- 1998년 12월 2주 MVP
- 1999년 1월 1주 MVP (2주 연속)
- 1999년 1월 3주 MVP (3주 연속)

MBC 《음악캠프》
- 1998년 12월 2주 4위
- 1998년 12월 3주 2위
- 1998년 12월 4주 연말 특별방송
- 1999년 1월 1주 결방
- 1999년 1월 2주 2위
- 1999년 1월 3주 2위
- 1999년 1월 4주 1위

SBS 《인기가요》
- 1998년 11월 5주 15위
- 1998년 12월 1주 2위
- 1998년 12월 2주 3위
- 1998년 12월 3주 2위
- 1999년 1월 1주 2위
- 1999년 1월 2주 1위
- 1999년 1월 3주 3위

m.net 《가요베스트27》
- 1998년 12월 1주 11위
- 1998년 12월 2주 3위
- 1998년 12월 3주 ?위 (자료보충요망)
- 1998년 12월 4주 1위
- 1999년 1월 1주 1위 (2주 연속)
- 1999년 1월 2주 1위 (3주 연속)
- 1999년 1월 3주 1위 (4주 연속)
- 1999년 1월 4주 2위
- 1999년 1월 5주 2위

KMTV 《결정인기가요 43》
- 1998년 12월 1주 33위
- 1998년 12월 2주 3위
- 1998년 12월 3주 2위
- 1999년 1월 3주 2위
- 1999년 1월 4주 6위
- 1999년 2월 1주 21위

채널V 《새한 코리안 탑20》
- 1998년 12월 3주 5위
- 1998년 12월 4주 3위
- 1999년 1월 2주 2위
- 1999년 1월 3주 2위
- 1999년 1월 4주 1위
- 1999년 1월 5주 1위 (2주 연속)
- 1999년 2월 1주 1위 (3주 연속)
- 1999년 2월 2주 5위

후속곡 너를 사랑해
- 활동을 시작할 무렵 순위제를 운영하고 있었던 MBC 음악캠프가 갑자기 폐지되고, 순위제가 없는 가족캠프가 대체 편성되었다. 이로 인해 한창 순위권에서 탄력을 받고 있을 시기에 1위를 할 수 있는 기회가 사라졌다.
- 당시 SBS 인기가요는 방송에 출연하지 않으면 1위 후보에 못 올라가는 방송사의 갑질 제도가 있었다. S.E.S.는 이 당시 일본 활동을 함께 병행하며 살인적인 스케쥴을 소화하고 있었다. 일본 활동 일정으로 인해 출연 하지 못 하는 날이면 자동적으로 1위 후보에 오르지 못 했고 그로 인해 1위를 놓치는 날이 다수 발생했다.

KBS 《뮤직뱅크》
- 1999년 2월 2주 MVP
- 1999년 3월 1주 MVP (2주 연속)
- 1999년 3월 3주 MVP (3주 연속)

SBS 《인기가요》
- 1999년 1월 4주 4위
- 1999년 1월 5주 1위
- 1999년 2월 1주 3위
- 1999년 2월 2주 3위
- 1999년 2월 3주 결방
- 1999년 2월 4주 1위 (2주 연속)
- 1999년 3월 1주 1위 (3주 연속)
- 1999년 3월 2주 3위

m.net 《가요베스트27》
- 1999년 2월 2주 2위
- 1999년 2월 3주 1위
- 1999년 2월 4주 1위 (2주 연속)
- 1999년 3월 1주 1위 (3주 연속)
- 1999년 3월 2주 1위 (4주 연속)
- 1999년 3월 3주 ?위 (자료보충요망)
- 1999년 3월 4주 3위
- 1999년 4월 1주 15위
- 1999년 4월 2주 15위
- 1999년 4월 3주 14위
- 1999년 5월 3주 26위

KMTV 《결정인기가요 43》
- 1999년 2월 1주 8위
- 1999년 2월 2주 1위
- 1999년 2월 3주 1위 (2주 연속)
- 1999년 2월 4주 2위
- 1999년 3월 1주 1위 (3주 연속)
- 1999년 3월 2주 1위 (4주 연속)
- 1999년 4월 2주 5위

채널V 《새한 코리안 탑20》
- 1999년 2월 2주 15위
- 1999년 2월 3주 3위
- 1999년 2월 4주 10위
- 1999년 3월 1주 7위
- 1999년 3월 2주 10위
- 1999년 3월 3주 10위

수록곡 Shy Boy
- 정식으로 활동한 곡은 아니었다. 활동 종료 후 6개월 후에 활동 모습을 편집한 뮤직 비디오가 공개 되었는데, 해당 뮤직 비디오의 영향으로 케이블 가요 순위 프로그램이나 인기곡 설문조사 순위권에서 좋은 반응을 얻었다.

m.net 《가요베스트27》
- 1999년 8월 1주 26위
- 1999년 8월 2주 24위
- 1999년 8월 3주 26위
- 1999년 8월 4주 22위

KMTV 《결정인기가요 43》
- 1998년 8월 1주 77위
- 1998년 8월 2주 20위
- 1999년 8월 3주 27위
- 1999년 9월 2주 26위
- 1999년 9월 3주 32위

채널V 《새한 코리안 탑20》
- 1998년 8월 4주 29위
- 1998년 9월 1주 21위
- 1998년 9월 2주 12위
- 1998년 9월 3주 10위
- 1998년 10월 1주 권외
- 1998년 10월 2주 25위
- 1998년 10월 3주 31위
- 1998년 10월 2주 28위

## 음반 판매 순위
신나라 주간 음반 판매량
- 1998년 12월 1주 2위
- 1998년 12월 2주 1위
- 1998년 12월 3주 1위 (2주 연속)
- 1998년 12월 4주 1위 (3주 연속)
- 1998년 12월 5주 1위 (4주 연속)
- 1999년 1월 1주 1위 (5주 연속)
- 1999년 1월 2주 1위 (6주 연속)
- 1999년 1월 3주 1위 (7주 연속)
- 1999년 1월 4주 1위 (8주 연속)
- 1999년 2월 1주 1위 (9주 연속)
- 1999년 2월 2주 2위
- 1999년 2월 3주 8위
- 1999년 2월 4주 7위
- 1999년 3월 1주 8위
- 1999년 3월 2주 7위
- 1999년 3월 3주 ?위 (자료보충요망)
- 1999년 3월 4주 6위
- 1999년 4월 1주 11위
- 1999년 4월 2주 12위
- 1999년 4월 3주 13위
- 1999년 4월 4주 12위
- 1999년 5월 1주 10위
- 1999년 5월 2주 11위
- 1999년 5월 3주 9위
- 1999년 5월 4주 9위
- 1999년 6월 1주 11위
- 1999년 6월 2주 16위
- 1999년 6월 3주 16위
- 1999년 6월 4주 22위 *상반기 7위
- 1999년 7월 1주 ?위 (자료보충요망)
- 1999년 7월 2주 28위
- 1999년 7월 3주 28위
- 1999년 7월 4주 ?위 (자료보충요망)
- 1999년 8월 1주 33위
- 1999년 8월 2주 38위
- 1999년 8월 3주 44위
- 1999년 8월 4주 권외
- 1999년 9월 1주 45위
- 1999년 9월 2주 45위
- 1999년 9월 3주 45위

한국음반산업협회 음반 판매량
- 1998년 11월 1위 333,405장 (84,737+248,668)
- 1998년 12월 1위 135,199장 (22,701+112,498)
- 1999년 1월 5위 66,987장 (15,045+51,942)
- 1999년 2월 8위 68,239장 (14,242+53,997)
- 1999년 3월 24위 20,076장 (5,128+14,948)
- 1999년 4월 28위 10,865장 (2,969+7,896)
- 1999년 5월 31위 10,315장 (2,753+7,562)
- 1999년 6월 50위 6,244장 (2,806+3,438)

## 수상

### 지상파
| 연도             | 날짜     | 방송사 | 프로그램 | 수상                | 비고     | 결과 | 출처  | 노래                                 | 앨범               |
| ---------------- | -------- | ------ | -------- | ------------------- | -------- | ---- | ----- | ------------------------------------ | ------------------ |
| 1998년 (총 1회)  | 12월 8일 | KBS2   | 뮤직뱅크 | MVP 1위             | 통산 1주 | 수상 |       | 타이틀 《Dreams Come True》 (총 6회) | 정규 2집 (총 12회) |
| 1999년 (총 11회) | 1월 5일  | KBS2   | 뮤직뱅크 | MVP 1위             | 통산 2주 | 수상 |       | 타이틀 《Dreams Come True》 (총 6회) | 정규 2집 (총 12회) |
| 1999년 (총 11회) | 1월 10일 | SBS    | 인기가요 | 1위                 | 통산 1주 | 수상 |       | 타이틀 《Dreams Come True》 (총 6회) | 정규 2집 (총 12회) |
| 1999년 (총 11회) | 1월 19일 | KBS2   | 뮤직뱅크 | MVP 1위             | 통산 3주 | 수상 |       | 타이틀 《Dreams Come True》 (총 6회) | 정규 2집 (총 12회) |
| 1999년 (총 11회) | 1월 23일 | MBC    | 음악캠프 | 캠프 차트 1위       | 통산 1주 | 수상 |       | 타이틀 《Dreams Come True》 (총 6회) | 정규 2집 (총 12회) |
| 1999년 (총 11회) | 1월 23일 | MBC    | 음악캠프 | 스타 청백전 MVP 1위 | 통산 1주 | 수상 |       | 타이틀 《Dreams Come True》 (총 6회) | 정규 2집 (총 12회) |
| 1999년 (총 11회) | 1월 31일 | SBS    | 인기가요 | 1위                 | 통산 1주 | 수상 | [ 7 ] | 후속 《너를 사랑해》 (총 6회)        | 정규 2집 (총 12회) |
| 1999년 (총 11회) | 2월 9일  | KBS2   | 뮤직뱅크 | MVP 1위             | 통산 1주 | 수상 |       | 후속 《너를 사랑해》 (총 6회)        | 정규 2집 (총 12회) |
| 1999년 (총 11회) | 2월 28일 | SBS    | 인기가요 | 1위                 | 통산 2주 | 수상 |       | 후속 《너를 사랑해》 (총 6회)        | 정규 2집 (총 12회) |
| 1999년 (총 11회) | 3월 2일  | KBS2   | 뮤직뱅크 | MVP 1위             | 통산 2주 | 수상 |       | 후속 《너를 사랑해》 (총 6회)        | 정규 2집 (총 12회) |
| 1999년 (총 11회) | 3월 7일  | SBS    | 인기가요 | 1위                 | 통산 3주 | 수상 |       | 후속 《너를 사랑해》 (총 6회)        | 정규 2집 (총 12회) |
| 1999년 (총 11회) | 3월 16일 | KBS2   | 뮤직뱅크 | MVP 1위             | 통산 3주 | 수상 |       | 후속 《너를 사랑해》 (총 6회)        | 정규 2집 (총 12회) |